# Cheiracanthium floresense
Cheiracanthium floresense is een spinnensoort uit de familie Cheiracanthiidae.
De wetenschappelijke naam van de soort werd in 2008 gepubliceerd door Jörg Wunderlich.